# セフタジジム
セフタジジム(Ceftazidime, CAZ)は、日本ではモダシン, 海外ではフォルタズ(Fortaz)などの製品名で販売されている、多くの細菌感染症の治療に効果的な抗生物質である。具体的には、関節感染症、髄膜炎、肺炎、敗血症、尿路感染症、悪性外耳炎、緑膿菌感染症、ビブリオ感染症の治療に用いられる。投与法は静脈注射または筋肉注射が可能であるが、日本では点滴静注のみが製品化されている。 
一般的な副作用には、吐き気、アレルギー反応、注射部位の痛みがあげられる。その他の副作用にはクロストリジウム・ディフィシル下痢があげられる。ペニシリンの服用によるアナフィラキシーを経験したことのある人には勧められない。妊娠中や授乳中の人への投与は比較的安全である。
セフタジジムは第三世代のセファロスポリン系の薬であり、バクテリアの細胞壁を阻害することによって効果がある。 
セフタジジムは、1978年に特許認可され、1984年に商品化された。世界保健機関の必須医薬品モデル･リストに掲載されており、医療制度に必要とされる最も効果的で安全な医薬品である。セフタジジムは後発医薬品として入手できる。開発途上国での卸売価格は1日分あたり2.84から16.76米ドルである。米国での一貫の治療にかかる費用は100から200米ドルである。 